# Георгсмарієнгютте
Георгсмарінгютте (нім. Georgsmarienhütte) — місто в Німеччині, розташоване в землі Нижня Саксонія. Входить до складу району Оснабрюк.
Площа — 55,41 км2. Населення становить 31 790 ос. (станом на 31 грудня 2021).